# Explosiv – Das heiße Eisen
Explosiv – Das heiße Eisen war ein Fernsehboulevardmagazin beim deutschen Privatfernsehsender RTLplus (heute RTL). Das Format ging 1994 aus der bereits fünf Jahre laufenden Sendung Explosiv – Der heiße Stuhl hervor, die in der Form nach insgesamt 159 Sendungen eingestellt wurde. Das heiße Eisen lief wöchentlich am Montagabend gegen 22 Uhr. Anders als Der heiße Stuhl war Das heiße Eisen keine Gesprächsrunde mehr, sondern befasste sich wöchentlich mittels aufgezeichneter Einspieler mit mehr oder minder aktuellen Themen. Nach lediglich elf Sendungen wurde die Sendung erneut leicht umgestaltet und am 13. Oktober 1994 durch die Nachfolgesendung Extra – Das RTL-Magazin beerbt, die vom Konzept sehr ähnlich angelegt ist.